# 城巴72線
城巴72線是香港島一條來往華貴邨及銅鑼灣（摩頓臺）的巴士路線，是華貴邨居民來往港島北銅鑼灣及東區一帶的主要路線，途經田灣、香港仔、黃竹坑、香港仔隧道及銅鑼灣。
城巴N72線是一條由城巴營辦的港島區通宵巴士路線，來往華貴邨及鰂魚涌（海澤街），途經田灣、香港仔、黃竹坑、香港仔隧道、銅鑼灣、炮台山及北角。

## 歷史
- 1975年8月4日，投入服務，當時來往香港仔（香港仔大街）及銅鑼灣（摩頓台），由中華巴士營辦，途經黃竹坑、南風道、黃泥涌峽道及司徒拔道，更繞經黃竹坑邨。收費7角。
- 1977年1月23日，假日部份班次途經香港海洋公園。
- 1981年2月27日，往香港仔方向至怡和街後改經軒尼詩道、堅拿道巴士專用線、堅拿道東、禮頓道後，返回摩理臣山道。
- 1982年3月15日，每日06:15至22:15的班次改經香港仔隧道。
- 1982年5月11日，總站由洛陽街遷往東勝道。
- 1982年5月17日，早上繁忙時間不經黃竹坑邨。
- 1984年12月20日，所有班次均改經香港仔隧道。
- 1985年，總站由東勝道遷往新落成的湖南街的香港仔巴士總站。
- 1991年4月22日，配合華貴邨落成，延至華貴─銅鑼灣（摩頓台），收費2元8角，早上繁忙時間增設72B線，以疏導上班潮。
- 1993年9月1日，城巴接辦中巴26條路線，72線為其中一條，不繞經黃竹坑新邨，假日不繞經海洋公園。
- 1994年1月3日，72B線更改為72線單向特別班次（香港仔→銅鑼灣（摩頓台））。
- 1994年8月25日：N72線投入服務，當時來往華貴邨及銅鑼灣（興利中心），與同日開辦的N90線並列為港島區首兩條非過海通宵路線及城巴首兩條通宵路線；並設有轉乘優惠，兩線乘客可在香港仔隧道收費廣場互相免費轉乘。
- 1996年7月21日，改為全空調巴士服務。
- 1997年4月21日：N72線延長至鰂魚涌（海澤街）[1]。
- 2009年12月7日，為改善下午繁忙時間香港仔隧道收費廣場巴士站的擠塞情況，72線為第一條試驗，逢星期一至五（公眾假期除外）由17:00至19:00華貴邨開出的班次不停香港仔隧道收費廣場巴士站的巴士路線，其後更擴展至38、75、96及592線（592線於2018年2月26日取消此安排）。
- 2018年3月26日：N72線增設實時抵站時間查詢服務。[2]
- 2018年4月30日：72線增設實時抵站時間查詢服務。[3]
- 2018年9月30日：南朗山道的南朗山道巴士總站啟用及黃竹坑臨時巴士總站關閉，N72線往鰂魚涌方向遷移至陳白沙紀念中學。[4]
- 2021年4月4日：72和N72線削減班次。[5]
- 2024年12月30日：72線取消星期一至五下午繁忙時間由華貴邨開出班次不停香港仔隧道巴士轉乘站之安排。

### 特別服務
- 由2011年起，N72線於渣打馬拉松賽事當日凌晨加開特別班次，由華貴邨單向往維多利亞公園。

- 2011年2月20日：配合渣打馬拉松2011賽事，當日凌晨加開四班只往維多利亞公園的特別班次。
- 2012年2月5日：於當日凌晨加開三班由華貴邨往維多利亞公園的特別班次，以配合渣打馬拉松2012賽事。
- 2013年2月24日：於當日凌晨加開三班由華貴邨往維多利亞公園的特別班次，以配合渣打馬拉松2013賽事。
- 2014年2月16日：於當日凌晨加開三班由華貴邨往維多利亞公園的特別班次，以配合渣打馬拉松2014賽事。
- 2015年1月25日：於當日凌晨加開三班由華貴邨往維多利亞公園的特別班次，以配合渣打馬拉松2015賽事。
- 2016年1月17日：於當日凌晨加開三班由華貴邨往維多利亞公園的特別班次，以配合渣打馬拉松2016賽事。
- 2017年2月12日：於當日凌晨加開三班由華貴邨往維多利亞公園的特別班次，以配合渣打馬拉松2017賽事。

## 服務時間及班次
72
| 華貴邨開         | 華貴邨開    | 華貴邨開     | 銅鑼灣（摩頓臺）開 | 銅鑼灣（摩頓臺）開 | 銅鑼灣（摩頓臺）開 |
| 日期             | 服務時間    | 班次（分鐘） | 日期               | 服務時間           | 班次（分鐘）       |
| ---------------- | ----------- | ------------ | ------------------ | ------------------ | ------------------ |
| 星期一至五       | 05:10-06:40 | 10           | 星期一至五         | 06:00              | 06:00              |
| 星期一至五       | 06:40-07:04 | 8            | 星期一至五         | 06:20-07:20        | 15                 |
| 星期一至五       | 07:04-09:16 | 6            | 星期一至五         | 07:20-07:50        | 10                 |
| 星期一至五       | 09:16-09:24 | 8            | 星期一至五         | 07:50-10:50        | 15                 |
| 星期一至五       | 09:24-10:00 | 9            | 星期一至五         | 10:50-12:50        | 12                 |
| 星期一至五       | 10:00-13:37 | 7/8          | 星期一至五         | 12:50-14:06        | 9/10               |
| 星期一至五       | 13:37-14:04 | 9            | 星期一至五         | 14:06-15:12        | 11                 |
| 星期一至五       | 14:04-15:00 | 8            | 星期一至五         | 15:12-18:55        | 6-8                |
| 星期一至五       | 15:00-16:00 | 10           | 星期一至五         | 18:55-19:05        | 10                 |
| 星期一至五       | 16:00-17:00 | 8/9          | 星期一至五         | 19:05-20:00        | 11                 |
| 星期一至五       | 17:00-18:00 | 10           | 星期一至五         | 20:00-20:45        | 7/8                |
| 星期一至五       | 18:00-19:00 | 12           | 星期一至五         | 20:45-21:55        | 10                 |
| 星期一至五       | 19:00-21:00 | 15           | 星期一至五         | 21:55-22:55        | 12                 |
| 星期一至五       | 21:00-00:00 | 20           | 星期一至五         | 22:55-00:10        | 15                 |
|                  |             |              | 星期一至五         | 00:30              |                    |
| 星期六           | 05:10-06:10 | 15           | 星期六             | 06:00-07:00        | 20                 |
| 星期六           | 06:10-07:50 | 10           | 星期六             | 07:00-12:00        | 15                 |
| 星期六           | 07:50-09:29 | 9            | 星期六             | 12:00-13:00        | 12                 |
| 星期六           | 09:29-09:49 | 10           | 星期六             | 13:00-14:30        | 9                  |
| 星期六           | 09:49-10:00 | 11           | 星期六             | 14:30-15:58        | 8                  |
| 星期六           | 10:00-12:18 | 6            | 星期六             | 15:58-17:03        | 6/7                |
| 星期六           | 12:18-15:06 | 7            | 星期六             | 17:03-21:06        | 8/9                |
| 星期六           | 15:06-16:26 | 8            | 星期六             | 21:06-22:02        | 7                  |
| 星期六           | 16:26-17:02 | 9            | 星期六             | 22:02-22:50        | 8                  |
| 星期六           | 17:02-18:02 | 10           | 星期六             | 22:50-23:00        | 10                 |
| 星期六           | 18:02-19:02 | 12           | 星期六             | 23:00-00:30        | 15                 |
| 星期六           | 19:02-19:15 | 13           |                    |                    |                    |
| 星期六           | 19:15-00:00 | 15           |                    |                    |                    |
| 星期日及公眾假期 | 05:10       | 05:10        | 星期日及公眾假期   | 06:00-07:00        | 20                 |
| 星期日及公眾假期 | 05:30-07:00 | 15           | 星期日及公眾假期   | 07:00-12:00        | 15                 |
| 星期日及公眾假期 | 07:00-09:00 | 10           | 星期日及公眾假期   | 12:00-13:00        | 12                 |
| 星期日及公眾假期 | 09:00-14:00 | 4/5          | 星期日及公眾假期   | 13:00-13:50        | 10                 |
| 星期日及公眾假期 | 14:00-15:00 | 6            | 星期日及公眾假期   | 13:50-15:58        | 8                  |
| 星期日及公眾假期 | 15:00-16:03 | 7            | 星期日及公眾假期   | 15:58-18:42        | 5/6                |
| 星期日及公眾假期 | 16:03-16:59 | 8            | 星期日及公眾假期   | 18:42-20:42        | 8                  |
| 星期日及公眾假期 | 16:59-17:59 | 10           | 星期日及公眾假期   | 20:42-22:03        | 9                  |
| 星期日及公眾假期 | 17:59-20:00 | 12/13        | 星期日及公眾假期   | 22:15              | 22:15              |
| 星期日及公眾假期 | 20:00-22:00 | 15           | 星期日及公眾假期   | 22:30-00:30        | 20                 |
| 星期日及公眾假期 | 22:00-00:00 | 20           |                    |                    |                    |

N72
| 每日華貴邨開 | 每日華貴邨開 | 每日華貴邨開 | 每日華貴邨開 | 每日華貴邨開 |
| ------------ | ------------ | ------------ | ------------ | ------------ |
| 00:10        | 00:35        | 01:00        | 01:25        | 01:50        |
| 02:15        | 02:40        | 03:05        | 03:30        | 04:00        |
| 04:30        | 05:00        |              |              |              |

| 每日鰂魚涌（海澤街）開 | 每日鰂魚涌（海澤街）開 | 每日鰂魚涌（海澤街）開 | 每日鰂魚涌（海澤街）開 | 每日鰂魚涌（海澤街）開 |
| ---------------------- | ---------------------- | ---------------------- | ---------------------- | ---------------------- |
| 00:30                  | 00:55                  | 01:20                  | 01:45                  | 02:10                  |
| 02:40                  | 03:10                  | 03:40                  | 04:10                  | 04:40                  |
| 05:10                  | 05:40                  |                        |                        |                        |

- N72線與N90線班次經特別調校，使兩線巴士能於相若時間抵達香港仔隧道收費廣場巴士站，以方便乘客轉乘。

## 收費
| 路線 | 全程收費 | 分段收費                                                                |
| ---- | -------- | ----------------------------------------------------------------------- |
| 72   | $6.1     | - 過香港仔隧道後往銅鑼灣（摩頓臺）：$4.4 - 過香港仔隧道後往華貴邨：$3.9 |
| N72  | $10.2    | - 過香港仔隧道往鰂魚涌（海澤街）／華貴邨：$7.4 - 希慎廣場往華貴邨：$9.2 |

| - 本線設有12歲以下小童及65歲或以上長者半價優惠。 - 65歲或以上香港居民使用「樂悠咭」，以及12歲以下合資格殘疾兒童使用「殘疾人士身份」個人八達通繳付車資，均可享有每程$2.0或半價（以較低者為準）的票價優惠；12至64歲合資格殘疾人士使用「殘疾人士身份」個人八達通（包括「樂悠咭」），以及60至64歲香港居民使用「樂悠咭」繳付車資，均可享有每程$2.0或全費（以較低者為準）的票價優惠。 - 65歲或以上長者如使用長者或一般個人八達通繳付車資，則只可享有半價優惠；12至64歲合資格殘疾人士如不使用「殘疾人士身份」個人八達通，以及60至64歲人士如不使用「樂悠咭」繳付車資，必須繳付全費。 - 乘客可以現金或八達通於上車時付款，不設找續。 - 每位成人乘客可免費攜帶最多兩名4歲以下而不佔座位的兒童乘客乘車，超額之4歲以下小童必須繳付小童車費乘車。 - 九龍巴士、城巴及龍運巴士全職員工及家屬（不包括外判職員）可免費乘搭本路線，惟必須拍職員或職員家屬八達通。 - 乘客亦可使用AlipayHK「易乘碼」、支付寶、WeChatHK／微信支付「搭車碼」、銀聯雲閃付「乘車碼」及BOC Pay「乘車碼」、具有感應式支付功能的VISA、Mastercard及銀聯卡，以及Apple Pay、Google Pay及Samsung Pay流動支付平台繳付車資。使用此支付方式的乘客可享有中途下車之分段收費，以及與其他城巴獨營路線或聯營線城巴班次之轉乘優惠，惟不適用於與非城巴路線之轉乘優惠。乘客亦不能享有「公共交通費用補貼計劃」及「長者及合資格殘疾人士公共交通票價優惠計劃」。 |

### 八達通轉乘優惠
72
乘客登上本線後指定時間內以同一張八達通卡轉乘以下路線，或從以下路線登車後指定時間內以同一張八達通卡轉乘本線，次程可獲車資折扣優惠：
72←→25A，次程可獲$1折扣優惠，轉乘時限為90分鐘
- 72往銅鑼灣 → 25A往寶馬山
- 25A往會展站 → 72往華貴邨

72←→73(P)，次程可獲$1折扣優惠，轉乘時限為90分鐘
- 72往華費邨 → 73(P)往數碼港
- 73往赤柱 → 72往銅鑼灣，乘搭73線必須於下車時再次確認八達通卡方可享有此優惠

72←→76
- 72往華貴 → 76往石排灣，回贈首程車資，於跑馬地馬場轉乘，轉乘時限為90分鐘
- 76往銅鑼灣 → 72往銅鑼灣，次程車資全免，於立德里轉乘，轉乘時限為90分鐘

72←→973
- 72往銅鑼灣 → 973往尖沙咀，回贈首程車資，轉乘時限為90分鐘
- 973往赤柱 → 72往華貴邨，次程車資全免，轉乘時限為120分鐘

N72
乘客登上本線後指定時間內以同一張八達通卡轉乘以下路線，或從以下路線登車後指定時間內以同一張八達通卡轉乘本線，次程可獲車資折扣優惠：
N72←→N90，次程車資全免，轉乘時限為90分鐘，於香港仔隧道收費廣場轉乘
- N72往鰂魚涌 ←→ N90往中環
- N72往華貴 ←→ N90往海怡半島

N72←→N11、N962、N969，轉乘時限為120分鐘
- N72往鰂魚涌 → N11往機場、N962或N969往新界，回贈首程車資
- N11、N962或N969往港島 → N72往華貴，次程車資全免

## 使用車輛
現時行走(N)72線的巴士多為Enviro500（81XX-84XX）。

## 行車路線
72
華貴邨開經：田灣海旁道、石排灣道、香港仔海旁道、湖南街、香港仔巴士總站、香港仔大道、黃竹坑道、香港仔隧道、黃泥涌道、摩理臣山道、天樂里、軒尼詩道、怡和街及銅鑼灣道。
銅鑼灣（摩頓臺）開經：銅鑼灣道、摩頓臺、高士威道、伊榮街、邊寧頓街、怡和街、軒尼詩道、堅拿道巴士專線、堅拿道東、摩理臣山道、黃泥涌道、香港仔隧道、黃竹坑道、香港仔海旁道及田灣海旁道。
- 逢跑馬地賽馬賽事結束前一小時至結束後一小時期間，由銅鑼灣開出的班次，於抵達堅拿道巴士專線後，將改經堅拿道西、堅拿道天橋、維園道、告士打道、堅拿道天橋，然後沿原有路線行駛，並不停靠摩理臣山道的跑馬地馬場站。

N72
華貴邨開經：田灣海旁道、天橋、石排灣道、香港仔海傍道、湖南街、香港仔巴士總站、香港仔大道、黃竹坑道、南朗山道、黃竹坑巴士總站、南朗山道、黃竹坑道、香港仔隧道、黃泥涌道、摩理臣山道、天樂里、軒尼詩道、怡和街、高士威道、英皇道、電照街、渣華道、海裕街及海澤街。
鰂魚涌（海澤街）開經：芬尼街、英皇道、高士威道、伊榮街、邊寧頓街、怡和街、軒尼詩道、堅拿道巴士專用線、堅拿道東、摩理臣山道、黃泥涌道、香港仔隧道、黃竹坑道、海洋公園道、香葉道、警校道、南朗山道、黃竹坑道、香港仔海傍道、天橋、香港仔大道、洛陽街、東勝道、香港仔大道、天橋、香港仔海傍道及田灣海旁道。

### 沿線車站
72
| 華貴邨開 | 華貴邨開             | 華貴邨開                 | 銅鑼灣（摩頓臺）開 | 銅鑼灣（摩頓臺）開   | 銅鑼灣（摩頓臺）開       |
| 序號     | 車站名稱             | 位置                     | 序號               | 車站名稱             | 位置                     |
| -------- | -------------------- | ------------------------ | ------------------ | -------------------- | ------------------------ |
| 1        | 華貴邨               | 華貴邨巴士總站           | 1                  | 銅鑼灣（摩頓臺）     | 銅鑼灣（摩頓台）巴士總站 |
| 2        | 牛奶公司冰廠及冷房   | 田灣海旁道               | 2                  | 希慎廣場             | 軒尼詩道                 |
| 3        | 田灣街               | 石排灣道                 | 3                  | 堅拿道巴士專用線     | 堅拿道巴士專用線         |
| 4        | 香港仔               | 香港仔巴士總站           | 4^                 | 跑馬地馬場           | 摩理臣山道               |
| 5        | 業漁大廈             | 香港仔大道               | 5                  | 香港仔隧道巴士轉乘站 | 黃竹坑道                 |
| 6        | 甄沾記大廈           | 黃竹坑道                 | 6                  | 黃竹坑遊樂場         | 黃竹坑道                 |
| 7        | 黃竹坑遊樂場         | 黃竹坑道                 | 7                  | 南朗山道             | 黃竹坑道                 |
| 8        | 香港仔隧道巴士轉乘站 | 黃竹坑道                 | 8                  | 勝利工廠大廈         | 黃竹坑道                 |
| 9        | 立德里               | 摩理臣山道               | 9                  | 逸港居               | 香港仔海旁道             |
| 10       | 馬師道               | 軒尼詩道                 | 10                 | 香港仔海濱公園       | 香港仔海旁道             |
| 11       | 崇光百貨             | 軒尼詩道                 | 11                 | 香港仔魚類批發市場   | 香港仔海旁道             |
| 12       | 聖保祿醫院           | 銅鑼灣道                 | 12                 | 興偉中心             | 田灣海旁道               |
| 13       | 銅鑼灣（摩頓臺）     | 銅鑼灣（摩頓台）巴士總站 | 13                 | 牛奶公司冰廠及冷房   | 田灣海旁道               |
|          |                      |                          | 14                 | 華貴邨               | 華貴邨巴士總站           |

註：

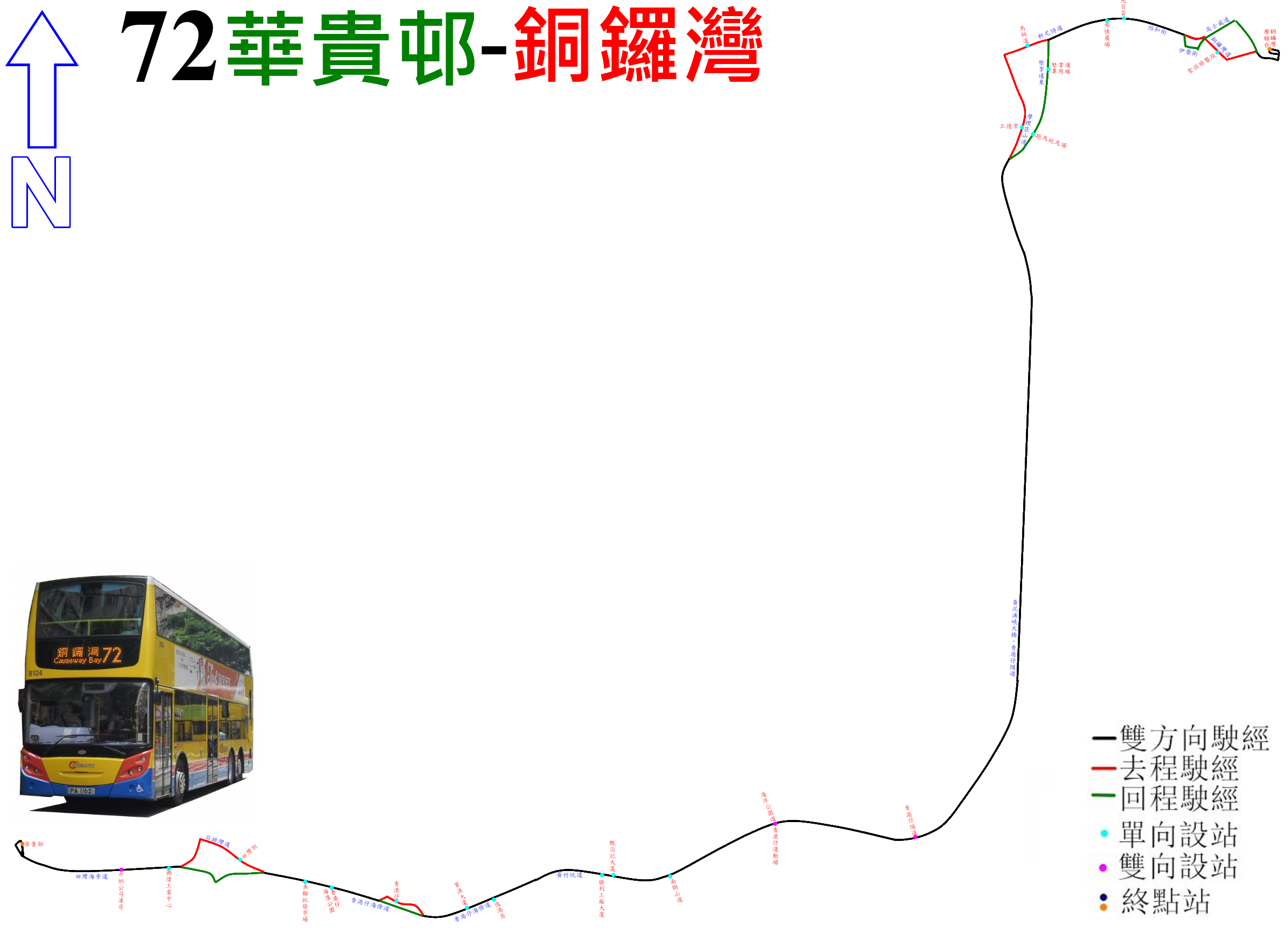
本線的走線圖

1. 於跑馬地賽馬賽事結束前一小時至結束後一小時期間，由銅鑼灣開出的班次，將不停有 ^ 號之車站。

N72
| 華貴邨開 | 華貴邨開             | 華貴邨開                 | 鰂魚涌（海澤街）開 | 鰂魚涌（海澤街）開   | 鰂魚涌（海澤街）開       |
| 序號     | 車站名稱             | 位置                     | 序號               | 車站名稱             | 位置                     |
| -------- | -------------------- | ------------------------ | ------------------ | -------------------- | ------------------------ |
| 1        | 華貴邨               | 華貴邨巴士總站           | 1                  | 鰂魚涌（海澤街）     | 鰂魚涌（海澤街）巴士總站 |
| 2        | 牛奶公司冰廠及冷房   | 田灣海旁道               | 2                  | 民新街               | 英皇道                   |
| 3        | 田灣街               | 石排灣道                 | 3                  | 模範邨               | 英皇道                   |
| 4        | 香港仔               | 香港仔巴士總站           | 4                  | 健康村               | 英皇道                   |
| 5        | 業漁大廈             | 香港仔大道               | 5                  | 健威花園             | 英皇道                   |
| 6        | 香港仔工業學校       | 黃竹坑道                 | 6                  | 琴行街               | 英皇道                   |
| 7        | 甄沾記大廈           | 黃竹坑道                 | 7                  | 新都城大廈           | 英皇道                   |
| 8        | 南朗山道熟食市場     | 南朗山道                 | 8                  | 美麗閣               | 英皇道                   |
| 9        | 黃竹坑（南朗山）     | 黃竹坑巴士總站           | 9                  | 新時代廣場           | 英皇道                   |
| 10       | 業興街               | 黃竹坑道                 | 10                 | 炮台山站             | 英皇道                   |
| 11       | 黃竹坑遊樂場         | 黃竹坑道                 | 11                 | 清風街               | 英皇道                   |
| 12       | 香港仔隧道巴士轉乘站 | 黃竹坑道                 | 12                 | 香港中央圖書館       | 高士威道                 |
| 13       | 厚德里               | 黃泥涌道                 | 13                 | 希慎廣場             | 軒尼詩道                 |
| 14       | 崇德街               | 摩理臣山道               | 14                 | 堅拿道巴士專用線     | 堅拿道巴士專用線         |
| 15       | 馬師道               | 軒尼詩道                 | 15                 | 跑馬地馬場           | 黃泥涌道                 |
| 16       | 灣仔消防局           | 軒尼詩道                 | 16                 | 香港仔隧道巴士轉乘站 | 黃竹坑道                 |
| 17       | 崇光百貨             | 軒尼詩道                 | 17                 | 港鐵黃竹坑車廠       | 警校道                   |
| 18       | 維多利亞公園         | 高士威道                 | 18                 | 陳白沙紀念中學       | 南朗山道                 |
| 19       | 銀幕街               | 英皇道                   | 19                 | 南朗山道             | 黃竹坑道                 |
| 20       | 七海商業中心         | 英皇道                   | 20                 | 勝利工廠大廈         | 黃竹坑道                 |
| 21       | 電廠街               | 英皇道                   | 21                 | 逸港居               | 香港仔海傍道             |
| 22       | 糖水道               | 英皇道                   | 22                 | 香港仔海濱公園       | 香港仔海傍道             |
| 23       | 琴行街               | 英皇道                   | 23                 | 洛陽街               | 洛陽街                   |
| 24       | 港運城               | 英皇道                   | 24                 | 漁暉道               | 香港仔大道               |
| 25       | 北角消防局           | 渣華道                   | 25                 | 香港仔魚類批發市場   | 香港仔海傍道             |
| 26       | 鰂魚涌（海澤街）     | 鰂魚涌（海澤街）巴士總站 | 26                 | 興偉中心             | 田灣海旁道               |
|          |                      |                          | 27                 | 牛奶公司冰廠及冷房   | 田灣海旁道               |
| 28       | 華貴邨               | 華貴邨巴士總站           |                    |                      |                          |

## 外部連結
- 城巴/新巴官方網站路線資料 （页面存档备份，存于）
- 城巴72線路線圖 （页面存档备份，存于）
- 城巴72線詳細時間表 （页面存档备份，存于）